# Vjačeslav Čornovil
Vjačeslav Maksimovič Čornovil, ukrajinsky В'ячесла́в Макси́мович Чорнові́л (24. prosince 1937, Yerky, Čerkaská oblast – 25. března 1999, Boryspil) byl ukrajinský novinář, disident, politický vězeň, člen Ukrajinské Helsinské skupiny, PEN klubu, zakladatel a editor samizdatových novin "Ukrajinský věstník", roku 1988 zakladatel první ukrajinské opoziční strany Ruch (Народний Рух України).
Před rokem 1983 strávil celkem 17 let ve vězení nebo vyhnanství. Roku 1990 byl iniciátorem Rezoluce o státní suverenitě Ukrajiny a roku 1991 Vyhlášení nezávislosti Ukrajiny. Od roku 1990 byl poslancem ukrajinského Parlamentu, předseda Regionální rady ve Lvově, hejtman Ukrajinských kozáků. Roku 1991 se umístil na druhém místě v prezidentských volbách s 23,7% hlasů. Od roku 1995 byl poslancem Parlamentního shromáždění Rady Evropy. Roku 1999 jako hlavní vyzyvatel Leonida Kučmy v prezidentských volbách zahynul za nevyjasněných okolností při autonehodě. V anketě Velcí Ukrajinci konané roku 2008 televizní stanicí Inter obsadil 7. místo.

## Život
Vjačeslav Čornovil pocházel z rodiny venkovských učitelů a měl staršího bratra Boryse a sestru Valentynu. Otec pocházel z kozácké rodiny Čornovilů s dlouhou historií a přežil velký hladomor roku 1933. Strýc byl roku 1937 zatčen a beze stopy zmizel během stalinského teroru. Vjačeslav se za války ve 4 letech sám naučil číst. Roku 1955 ukončil s vyznamenáním střední školu ve Vilčivce a studoval jeden rok filologii. Poté přestoupil na Novinářskou fakultu Kyjevské univerzity a zažil dobu mírného uvolnění po zvolení prezidenta Chruščova. Byl aktivním členem Komsomolu, ale roku 1958 byl pro své politické názory odeslán do Mariupolu na stavbu vysoké pece. Roku 1960 ukončil studia s vyznamenáním a obhájil teze Publikační činnost Borise Grinčenka.
V letech 1960-1963 pracoval v redakci pro mladé ve Lvovském televizním studiu a jako literární kritik. V letech 1963-1964 pracoval na stavbě kyjevské hydroelektrárny ve Vyšgorodu. Roku 1964 složil kandidátské minimum a začal postgraduální studia na Pedagogickém institutu v Kyjevě, ale pro své politické názory byl vyloučen a nedostal možnost obhájit disertaci. Do roku 1965 pracoval jako vedoucí redaktor časopisu "Molodaya Gvardiya" (Mladá garda) a působil také v “Klubu tvorčoyi molodi”.
V 60. letech byl spolu s I. Svetličným, I. Dziubou, E. Sverstyukem, A. Gorskou, L. Tanyukem, V. Stusem a dalšími organizátorem kulturního hnutí tzv. "Šedesátníků". 4. září 1965 byl jedním z řečníků v kyjevském kině na promítání filmu Stíny zapomenutých předků Sergeje Paradžanova, kteří protestovali proti zatýkání ukrajinské inteligence. Jeho disidentská kariéra začala poté, když byl roku 1965 jako novinář svědkem porušování práva při procesu s několika ukrajinskými intelektuály. Odmítl svědčit v procesu s bratry Horynovými a žalobce a soudce označil za kriminálníky. Byl propuštěn z ediční rady novin “Drug čitača” (Přítel čtenáře) a pracoval pak ve Společnosti na ochranu přírody ve Lvově. Sbíral údaje o porušování lidských práv a nedodržování zákona soudním systémem a shrnul je do publikace “Pravosuddya chy retsydyvy terroru?” (Justiční systém, nebo recidiva teroru?). Byl potrestán třemi měsíci nucených prací.
Roku 1967 shromáždil dokumenty k procesům se "Šedesátníky" ("Portréty dvaceti "zločinců"), které vyšly roku 1968 na Západě jako The Chornovil Papers. O článcích hovořila i západní media a veřejnost se tak dozvěděla, že na Ukrajině existuje politický disent. 3 srpna 1967 byl zatčen a obviněn z šíření "záměrně nepravdivých informací poškozujících sovětský politický a sociální systém". Vyměřený trest 3 roky v pracovním táboře mu byl díky amnestii snížen na polovinu a na svobodu se dostal v únoru 1969. Obtížně hledal zaměstnání a pracoval mimo jiné jako pozorovatel na meteorologické stanici na Zakarpatí, na archeologických vykopávkách v Oděse, vážný na nádraží ve Lvově a od roku 1971 Agentuře pro ochranu přírody ve Lvově.
Vjačeslav Čornovil byl třikrát ženatý. Se svou první ženou Irynou Brunets měl syna Andrie (*1962). Jeho druhá žena byla Olena Antoniv, která zahynula roku 1986 při autonehodě. Měl s ní syna Tarase Čornovila (* 1964). Roku 1969 se ještě ve vyhnanství oženil s chemickou inženýrkou, aktivistkou a básnířkou Atenou Paško (1931-2012). S Atenou měl nevlastní dceru Irynu Volytsky-Zubko a v závěru života 4 vnoučata.
Čornovilův byt se po roce 1969 stal diskusním klubem disidentů. Roku 1970 začal vydávat samizdatové noviny "Ukrajinský věstník", které zveřejňovaly případy porušování lidských práv, analytické články, kritiku a důležité dokumenty disentu. Celkem se podařilo vydat 5 čísel novin a roku 1972 zde byl zveřejněn jeho článek o praktikách KGB: Co a jak obhajuje Bohdan Stančuk - aneb 66 odpovědí "internacialistovi". Stančuk předtím z marxistických pozic napadl disentem rozšiřovanou stať Ivana Dziuby "Internacionalismus nebo rusifikace?" v článku "O co jde Ivanu Dziubovi a jak to dělá". Roku 1971 se Čornovil obrátil na Výbor pro lidská práva OSN a informoval o zatýkání ukrajinské inteligence. Odeslal dopis ÚV Komunistické strany Ukrajiny na obhajobu Valentyna Moroze a odmítl se zúčastnit jako svědek procesu za zavřenými dveřmi. Roku 1971 založil první lidskoprávní organizaci - Veřejný výbor na obranu Niny Strokaty.
Ve druhé vlně zatýkání disidentů v tzv. "Záležitosti Doboš" ("Dobosh Case") byl Čornovil 12. ledna 1972 zatčen a 14 měsíců vyšetřován. KGB ho vydírala a hrozila zatčením jeho ženy Ateny a sestry Valentyny. 12. dubna 1973 byl odsouzen k 6 letům v pracovním táboře se zostřeným režimem a 3 letům vyhnanství. K vykonání trestu byl odeslán do tábora ZhKh-385/17-A (Ozornoye) a -Z (Baraševo) v Mordovii. Více než polovinu trestu strávil v izolaci a na samotce.
Z pracovního tábora odeslal velké množství dopisů, které byly souborně vydány jako součást samizdatové edice “Хро́ника теку́щих собы́тий” (“Chronicle of Current Events”). Roku 1975 poslal dopis adresovaný prezidentu Podgornému, ve kterém se vzdává sovětského občanství a požaduje povolení opustit Sovětský svaz. Roku 1977 odeslal Presidiu Nejvyššího sovětu USSR návrh Statutu politického vězně. Spolu s Borisem Pensonem napsal "Kroniku dní v táboře", která vyšla roku 1976 v časopisu “Suchasnist”, vydávaném Ukrajinskou společností pro mezinárodní studia v Mnichově.
Počátkem roku 1978 byl převezen z tábora do vyhnanství ve vesnici Čaplanda v Jakutsku. Zde se stal členem PEN klubu a 22. května 1979 se připojil k Ukrajinské Helsinské skupině. KGB v té době zahájila velkou vlnu zatýkání disidentů pod zcela falešnými záminkami za smyšlené kriminální trestné činy chuligánství, krádež nabo znásilnění. Ještě ve vyhnanství byl v dubnu 1980 znovu zatčen pro zcela nepodložené obvinění z pokusu o znásilnění. Po dobu 120 dní držel protestní hladovku, obvinil policii a KGB z konspirace a žádal soud aby se na tom nepodílel. Nakonec byl odsouzen k 5 letům ztráty svobody, ale po odvolání podaném Jakutským prokurátorem byl roku 1983 osvobozen. Až do počátku perestrojky pracoval jako topič v Pokrovsku a napsal zde řadu později publikovaných článků.
Roku 1987 obnovil vydávání samizdatu "Ukrajinský věstník" pod hlavičkou Ukrajinské Helsinské skupiny a činil kroky k založení nezávislé opoziční strany. Roku 1987 poskytl Čornovil spolu s Mychajlo Horynou rozhovor zahraničnímu korespondentovi, který úřady označily za "deviantní" a zahájily kampaň za jejich deportaci do zahraničí. Oba pak přesvědřovali cizí vlády, aby je nepřijaly. Spolu s bratry Horyny sestavil Deklaraci zásad Ukrajinské Helsinské unie, kterou představil 7. července 1988 na demonstraci ve Lvově, které se zúčastnilo 50 000 lidí. Byla to první skutečná opozice proti KS Ukrajiny. Jejím cílem bylo obnovení Ukrajinské státnosti, ukrajinského občanství a ukrajinštiny jako státního jazyka, právo Ukrajinců zakládat politické strany, zastoupení Ukrajiny v zahraničí, vlastní armáda, záruka náboženských a občanských práv. V roce 1988 proběhla ještě další demonstrace ve Lvově 4. srpna, ale tu KGB brutálně rozehnala obušky a policejními psy a řadu účastníků zatkla. Do historie Ukrajiny vešla jako "Krvavý čtvrtek". Členové Ukrajinské helsinské unie napsali dopis Michailu Gorbačovovi, ve kterém zásah označili ze anti-demokratický pogrom.
Roku 1989 byl zvolen spolupředsedou Memorialu ve Lvově a v září 1989 členem Velké rady nově založené strany Ruch. Ta roku 1991 zorganizovala referendum, ve kterém se více než 90 % Ukrajinců vyslovilo pro nezávislost. Od roku 1992 byl spolupředsedou a poté předsedou Ruchu. V březnu 1990 byl zvolen tajemníkem ukrajinského Parlamentu a předsedou regionální rady ve Lvově. V prezidentských volbách roku 1991 se umístil na druhém místě se ziskem 23,27% hlasů. V letech 1994 a 1998 byl poslancem ukrajinského Parlamentu. Byl poslancem Parlamentního shromáždění Rady Evropy za Ukrajinu. Byl vedoucím redaktorem časopisu "Čas (Chas)."
Roku 1993, kdy hrozil návrat komunistů k moci, Čornovil spojil soupeřící nacionalistické strany do jednotné Antikomunistické a antiimperialistické fronty Ukrajiny. Jeho autoritativní styl ale rozdělil soupeřící frakce ve straně Ruch a ta se rozpadla na dvě, z nichž pak vedl pouze Národní ruch č. 1
Po prezidentských volbách roku 1994 začal prezident Kučma potlačovat nezávislá media a Čornovil se s ním dostal do otevřeného sporu. Roku 1998 byl na prvním místě kandidátky strany Ruch a byl považován za nejvýznamnějšího protikandidáta Kučmy pro volby roku 1999, ale 25. března 1999 ho v autě spolu s jeho asistentem Yevhenem Pavlovem poblíž Borysvilu zabil při čelním nárazu nákladní vůz Kamaz. Oficiální vyšetřování Ministerstva vnitra uzavřelo případ jako nehodu a verze vraždy nebyla zvažována. Jeho syn Taras Čornovil smrt svého otce považuje za spiknutí a vraždu. Také soud v Borysvilu odmítl uzavřít případ smrti V. Čornovila a ještě roku 2012 pokračoval ve vyšetřování. Podle jedné z teorií šlo o speciální operaci ruské FSB.

### Ocenění

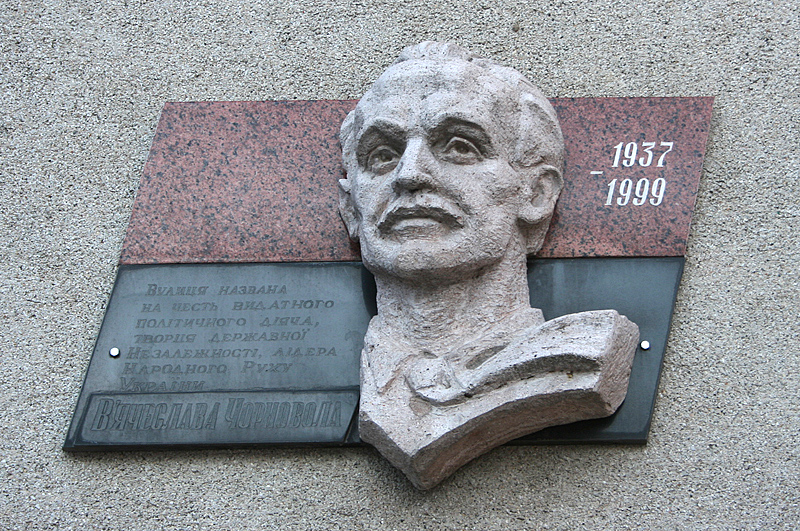
Pamětní deska v Lutsku

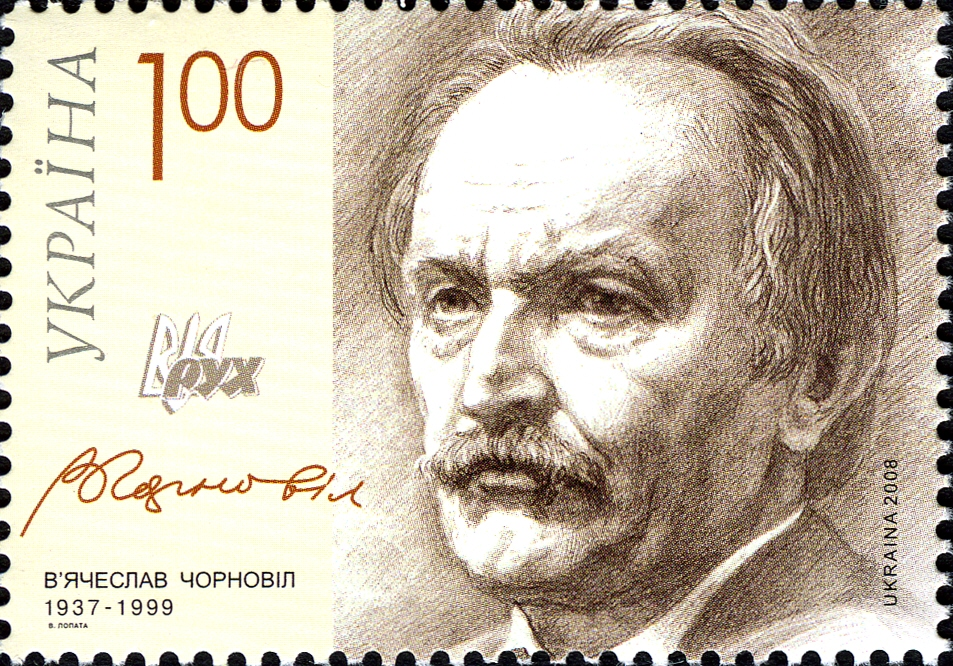
Stamp 2008 Chornovil

- 1975 laureát Mezinárodní novinářské ceny Nicholase Tomalina
- 1996 Národní cena Tarase Ševčenka
- 1997 Řád knížete Jaroslava Moudrého
- 2000 Hrdina Ukrajiny
- 1999 Pomník V. Čornovila v Kanivu
- 2003 Národní banka Ukrajiny vydala pamětní minci s portrétem V. Čornovila v hodnotě 2 hřivny
- 2006 byl odhalen pomník V. Čornovila V Kyjevě a prezident Viktor Juščenko nařídil nové vyšetřování jeho smrti. Další pomníky jsou ve Lvově nebo Ivano-frankivsku, Drohobyči, Mykolajevu, pamětní desky v Ternopilu, Lutsku, New Yorku, Torontu, Sydney
- 2009 vydala pošta známku s portrétem V. Čornovila
- ulici V. Čornovila má Kyjev, Rivne, Lutsk, Kaluš, Kremenets, Kropyvnytskiy, Lvov, Oděsa, Poltava
- 2006 Film “Awakened the Stone State” o životě V. Čornovila natočil režisér Vladimir Oniščenko[20]